# Miribel (Ain)
Miribel je francouzská obec v departementu Ain v regionu Auvergne-Rhône-Alpes. V roce 2012 zde žilo 9 128 obyvatel. Je centrem kantonu Miribel.

## Sousední obce
Cailloux-sur-Fontaines, Décines-Charpieu, Meyzieu, Mionnay, Neyron, Rillieux-la-Pape, Saint-Maurice-de-Beynost, Tramoyes, Vaulx-en-Velin

## Vývoj počtu obyvatel
Počet obyvatel